# 卡斯泰尔诺达里
卡斯泰尔诺达里（法語：Castelnaudary，法語：[kastɛlnodɑʁi] ⓘ），法国南部城市，奥克西塔尼大区奥德省的一个市镇，隶属于卡尔卡松区，其市镇面积为47.72平方公里，2022年1月1日时人口数量为12,212人，在法国市镇中排名第796位。
卡斯泰尔诺达里位于奥德省西北部，是洛拉盖地区的中心城市，米迪运河与波尔多－塞特铁路由此通过。卡斯泰尔诺达里因卡酥來砂鍋而闻名，被称为“世界卡酥来砂锅之都”。

## 地名来源
“Castelnaudary”一名的来源有多种说法：该名称可能来源于奥克语，其中“Castelnau”意为“新堡”，与法语“Châteauneuf”同根，而“-ary”则尚有待考证；可能来自巴斯克语单词“arri”，意为“石头”，与当地的自然景观有关；或者来源于当地的城堡建设者阿里乌斯（Arius）；亦有可能来源于当地的某种比利牛斯地区的历史语言。
卡斯泰尔诺达里所处区域历史上曾通行奥克语朗格多克方言，“Castelnaudary”在奥克语维基百科以及同语言的Openstreetmap中对应的拼写为“Castèlnòu d'Arri”。

## 历史

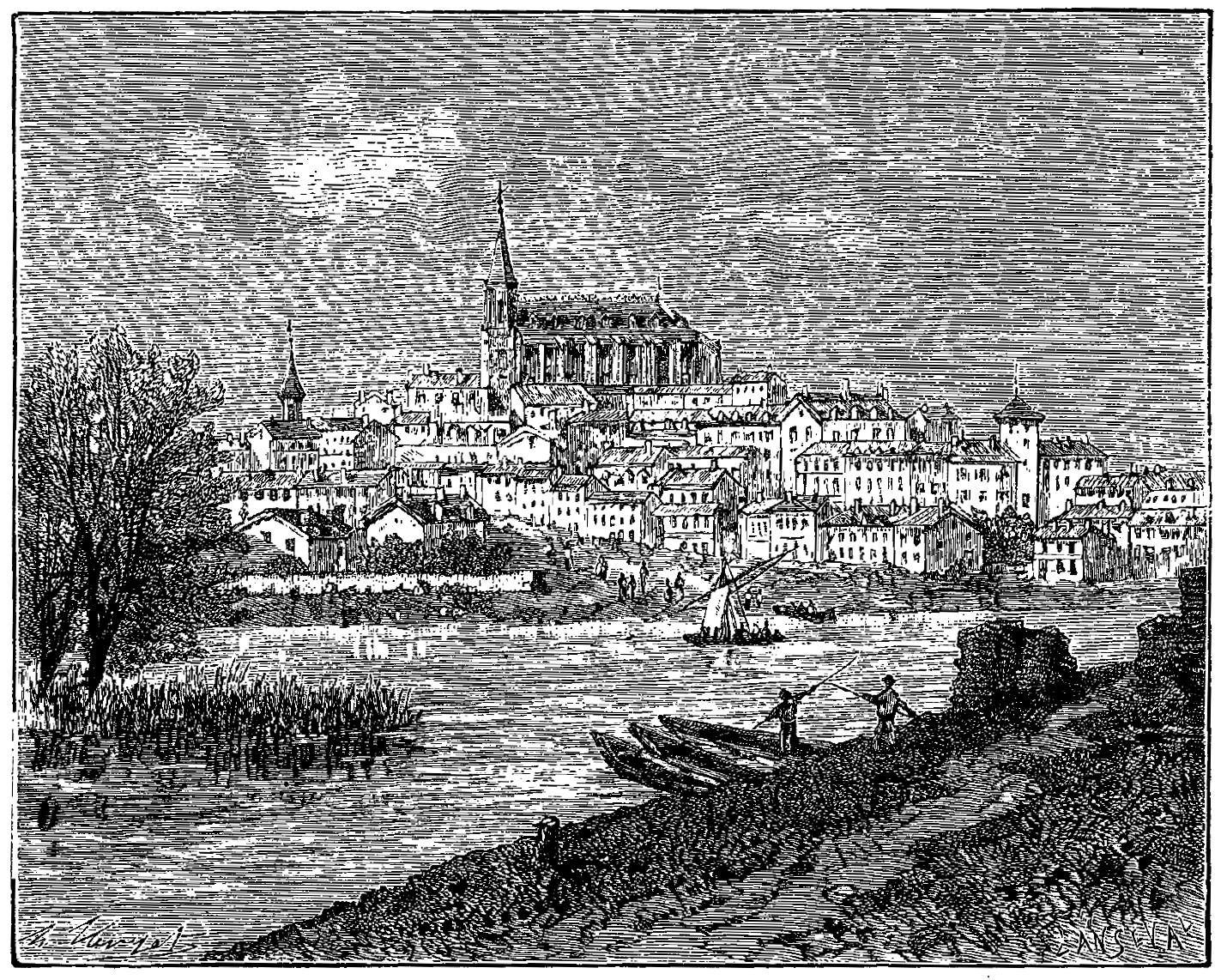
19世纪末的卡斯泰尔诺达里

卡斯泰尔诺达里的早期历史尚不清楚。高卢-罗马时期，凯尔特人的一支沃尔克-泰克托萨日人在此修建索斯托马古斯，连接图卢兹和纳博讷之间的道路由此通过。中世纪初卡斯泰尔诺达里长期为一座普通村落，1118年，卡斯泰尔诺达里获得市镇宪章，此后其城市逐渐向外扩张。12世纪时，阿尔比派传入该地，1211年阿尔比十字军将领西蒙四世发动卡斯泰尔诺达里围城战并取得胜利，图卢兹伯爵军队被迫放弃对卡斯泰尔诺达里的控制。1632年，奥尔良公爵加斯东曾企图联合朗格多克伯爵叛变路易十三，其军队在卡斯泰尔诺达里被亨利·德·朔姆贝格元帅缴获。17世纪时修建的米迪运河由此通过，卡斯泰尔诺达里成为一个商业码头，其城市得到快速发展。法国大革命后，卡斯泰尔诺达里成为奥德省的一个市镇，并自1793年起成为南卡斯泰尔诺达里县和北卡斯泰尔诺达里县的县治。1800年，卡斯泰尔诺达里被设立为一个副省会。工业革命期间，法国南部的重要铁路干线波尔多—塞特铁路通过此地并设有车站，另有向北前往罗德兹方向的铁路，卡斯泰尔诺达里逐渐成为这一区域的工商业中心城市。1926年，根据庞加莱改革方案，卡斯泰尔诺达里副省政府被撤销，原卡斯泰尔诺达里区拆分划入卡尔卡松区及利穆区。二战初期，卡斯泰尔诺达里被维希政权统治，后被纳粹德军占领，最终于1944年8月20日解放。2014年，南卡斯泰尔诺达里县和卡斯泰尔诺达里县合并成为卡斯泰尔诺达里县，后者于2015年12月更名为“卡斯泰尔诺达里盆地县”。

## 地理

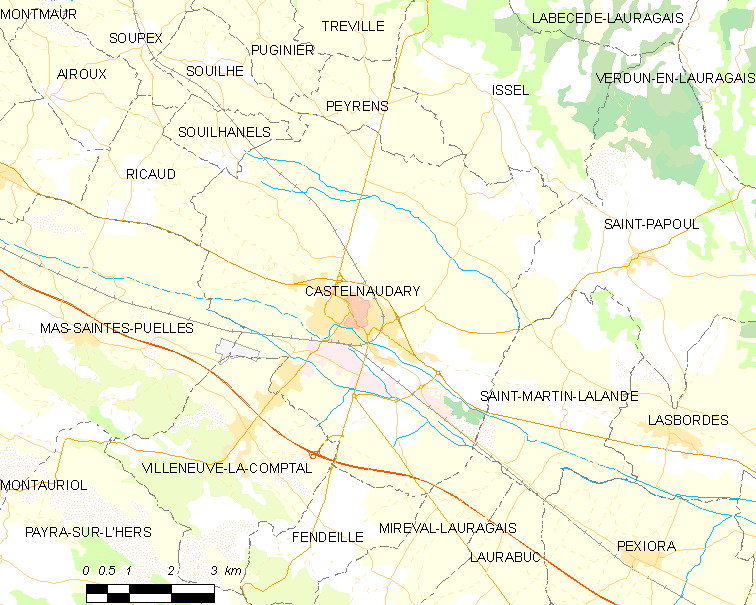
卡斯泰尔诺达里市镇范围地图

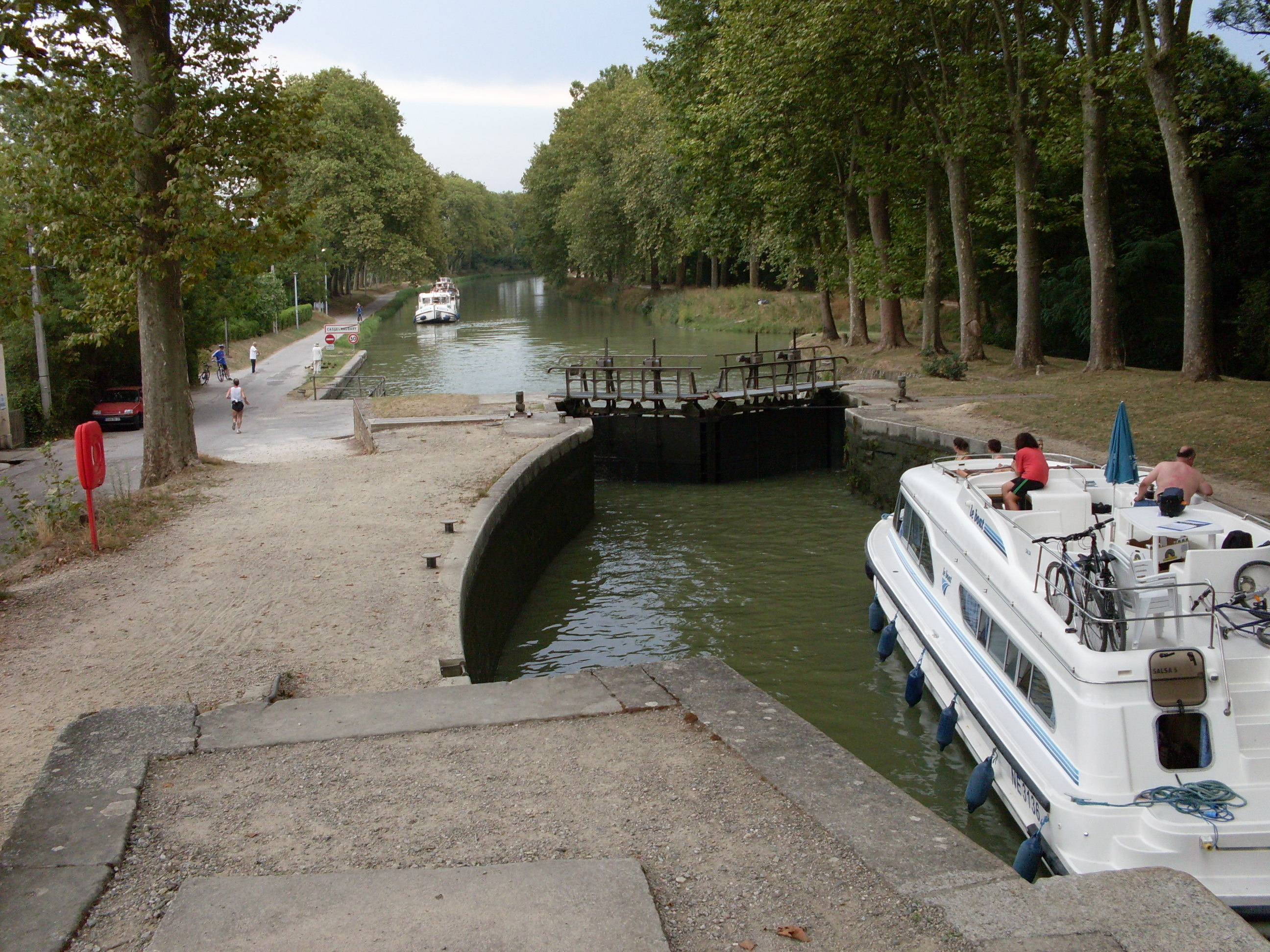
卡斯泰尔诺达里境内的米迪运河

卡斯泰尔诺达里位于法国南部偏西，奥克西塔尼大区中南部和奥德省西北部，距离省会卡尔卡松大约36公里。与卡斯泰尔诺达里接壤的市镇包括：伊塞勒、方代耶、马斯圣皮埃勒、米尔瓦勒洛拉盖、佩朗、里科、圣马丁拉朗德、圣帕普勒、苏耶、苏亚内勒和孔塔勒新城。

### 地形
卡斯泰尔诺达里位于洛拉盖地区腹地，境内以平原为主，市镇中心地势较为平坦，整体地势自东南向西北略微抬升，全境海拔在145到215米之间。

### 水文
卡斯泰尔诺达里位于奥德河流域，人工开凿的米迪运河横穿卡斯泰尔诺达里，并在市中心形成宽阔的水域；弗雷斯凯勒河及其支流特雷布勒溪自西向东流经境内。

### 植被
卡斯泰尔诺达里属于亚热带常绿硬叶林区，林地少量分布于河流附近及坡地地带，市区西南部的拉孔叙尔特公园（Parc de La Consulte）是当地的主要绿地公园。
在鲜花城市的评比中，卡斯泰尔诺达里被评为3星级鲜花城市。

### 气候
卡斯泰尔诺达里在柯本气候分类法中属于温带海洋性气候（Cfb）。
卡斯泰尔诺达里境内设有气象站，以下为该气象站的数据（其中日照数据取自卡尔卡松）：
| 卡斯泰尔诺达里1981年－2019年 | 卡斯泰尔诺达里1981年－2019年 | 卡斯泰尔诺达里1981年－2019年 | 卡斯泰尔诺达里1981年－2019年 | 卡斯泰尔诺达里1981年－2019年 | 卡斯泰尔诺达里1981年－2019年 | 卡斯泰尔诺达里1981年－2019年 | 卡斯泰尔诺达里1981年－2019年 | 卡斯泰尔诺达里1981年－2019年 | 卡斯泰尔诺达里1981年－2019年 | 卡斯泰尔诺达里1981年－2019年 | 卡斯泰尔诺达里1981年－2019年 | 卡斯泰尔诺达里1981年－2019年 | 卡斯泰尔诺达里1981年－2019年 |
| 月份                         | 1月                          | 2月                          | 3月                          | 4月                          | 5月                          | 6月                          | 7月                          | 8月                          | 9月                          | 10月                         | 11月                         | 12月                         | 全年                         |
| ---------------------------- | ---------------------------- | ---------------------------- | ---------------------------- | ---------------------------- | ---------------------------- | ---------------------------- | ---------------------------- | ---------------------------- | ---------------------------- | ---------------------------- | ---------------------------- | ---------------------------- | ---------------------------- |
| 历史最高温 °C（°F）          | 20 (68)                      | 23.3 (73.9)                  | 27.7 (81.9)                  | 30.5 (86.9)                  | 33.8 (92.8)                  | 37.8 (100.0)                 | 40 (104)                     | 40.8 (105.4)                 | 35.6 (96.1)                  | 30.9 (87.6)                  | 25.4 (77.7)                  | 22.8 (73.0)                  | 40.8 (105.4)                 |
| 平均高温 °C（°F）            | 9.2 (48.6)                   | 10.8 (51.4)                  | 14.2 (57.6)                  | 16.8 (62.2)                  | 20.7 (69.3)                  | 25.1 (77.2)                  | 28.2 (82.8)                  | 28 (82)                      | 24.4 (75.9)                  | 19.3 (66.7)                  | 13 (55)                      | 9.8 (49.6)                   | 18.3 (64.9)                  |
| 日均气温 °C（°F）            | 6 (43)                       | 7 (45)                       | 9.7 (49.5)                   | 11.9 (53.4)                  | 15.7 (60.3)                  | 19.7 (67.5)                  | 22.3 (72.1)                  | 22.1 (71.8)                  | 18.9 (66.0)                  | 15.1 (59.2)                  | 9.7 (49.5)                   | 6.7 (44.1)                   | 13.7 (56.7)                  |
| 平均低温 °C（°F）            | 2.8 (37.0)                   | 3.1 (37.6)                   | 5.1 (41.2)                   | 7.1 (44.8)                   | 10.8 (51.4)                  | 14.3 (57.7)                  | 16.3 (61.3)                  | 16.3 (61.3)                  | 13.5 (56.3)                  | 10.9 (51.6)                  | 6.3 (43.3)                   | 3.6 (38.5)                   | 9.2 (48.6)                   |
| 历史最低温 °C（°F）          | −15.6 (3.9)                  | −16.4 (2.5)                  | −9.4 (15.1)                  | −4 (25)                      | −1 (30)                      | 4.6 (40.3)                   | 7 (45)                       | 5 (41)                       | 3 (37)                       | −2.2 (28.0)                  | −7.6 (18.3)                  | −17 (1)                      | −17 (1)                      |
| 平均降水量 mm（）            | 65.2 (2.57)                  | 49.7 (1.96)                  | 52.9 (2.08)                  | 80 (3.1)                     | 69.6 (2.74)                  | 49.1 (1.93)                  | 31.9 (1.26)                  | 49.6 (1.95)                  | 50 (2.0)                     | 60.1 (2.37)                  | 59.2 (2.33)                  | 59 (2.3)                     | 676.3 (26.63)                |
| 月均日照時數                 | 97.2                         | 119.6                        | 172.6                        | 188.1                        | 214.7                        | 239.7                        | 275.4                        | 260.4                        | 212.9                        | 144.6                        | 102.5                        | 91.6                         | 2,119.3                      |
| 来源：infoclimat.fr          |                              |                              |                              |                              |                              |                              |                              |                              |                              |                              |                              |                              |                              |

## 行政区划
卡斯泰尔诺达里的市镇编号为11076，邮政编号为11400。
在行政管理方面，卡斯泰尔诺达里隶属于法国奥克西塔尼大区奥德省卡尔卡松区；在地方选举方面，卡斯泰尔诺达里是卡斯泰尔诺达里盆地县的中央投票站所在地，其市镇范围全境被划入奥德省第三选区；在社会管理方面，卡斯泰尔诺达里是卡斯泰尔诺达里市镇公共社区的办公驻地。
截至2024年11月，卡斯泰尔诺达里市镇范围内暂无任何城市敏感街区及城市政策优先街区。
法国国家统计与经济研究所（简称“INSEE”）在进行数据统计时，将卡斯泰尔诺达里及相邻孔塔勒新城设为卡斯泰尔诺达里城市核心区，并将包括核心区在内的周边共16个市镇划为卡斯泰尔诺达里城市区。自2020年起，卡斯泰尔诺达里城市区被包含34个市镇的卡斯泰尔诺达里城市辐射区代替。此外，INSEE还将卡斯泰尔诺达里市镇分为了5个“块区”（IRIS），以便于统计人口分布情况。

## 交通

### 公路
A61高速公路经过卡斯泰尔诺达里市区南部并设有21号出入口，此外奥德省省道D6线、D28线、D103线、D113线、D228线、D623线、D624线、D6113线和D6313线在卡斯泰尔诺达里境内交汇。奥克西塔尼大区公共交通（商业名称为“liO”）下属的城际客运350线、403线和414线经停卡斯泰尔诺达里，可通往洛拉盖自由城、卡尔卡松、勒韦勒等地。
2021年，70.1%的卡斯泰尔诺达里家庭拥有至少一辆私人汽车。2022年，卡斯泰尔诺达里境内共发生各类交通事故6起，造成3人遇难，8人受伤，其中4人重伤。
| 21 | 4 |

| 卡尔卡松 | 37 |

| 布拉姆 | 16 |

| 图卢兹 | 61 |

| 洛拉盖自由城 | 22 |

| 卡斯特尔 | 47 |

| 勒韦勒 | 21 |

| 赛萨克 | 23 |

| 方若 | 20 |

### 铁路

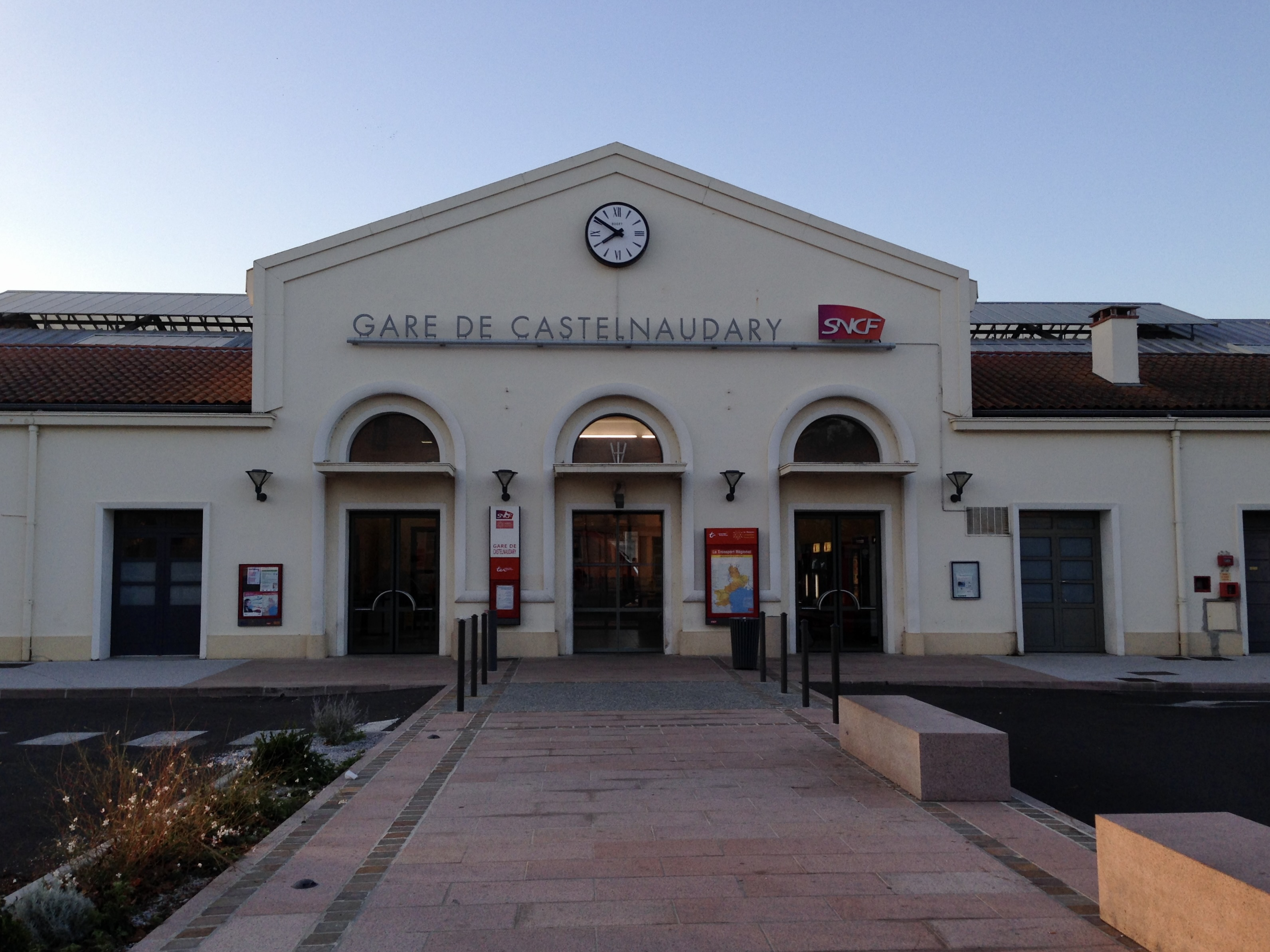
卡斯泰尔诺达里火车站

卡斯泰尔诺达里站位于波尔多—塞特铁路和卡斯泰尔诺达里—罗德兹铁路的交汇处，后者在卡斯泰尔诺达里境内的路段已停止运行。卡斯泰尔诺达里站位于市区南部，停靠往返于图卢兹和卡尔卡松一线的区域列车，部分班次向东延伸至纳博讷、佩皮尼昂或尼姆，此外该站在节假日停靠可直达巴黎的夜班车。

### 航空
卡斯泰尔诺达里市区西南部建有卡斯泰尔诺达里-新城飞行场，后者主要供救援、商务等活动以及当地航空俱乐部使用。
距离卡斯泰尔诺达里最近的民用航空站为卡尔卡松机场，距离卡斯泰尔诺达里市中心的公路里程约34公里；此外卡斯泰尔诺达里距离图卢兹-布拉尼亚克机场的公路里程大约70公里。

### 城市公共交通
卡斯泰尔诺达里市政府提供当地的环线小巴，商业名称为“Darybus”，工作日每天开行四班，路线覆盖了卡斯泰尔诺达里市区内的主要街道和居民区。

## 政治

### 市政内阁

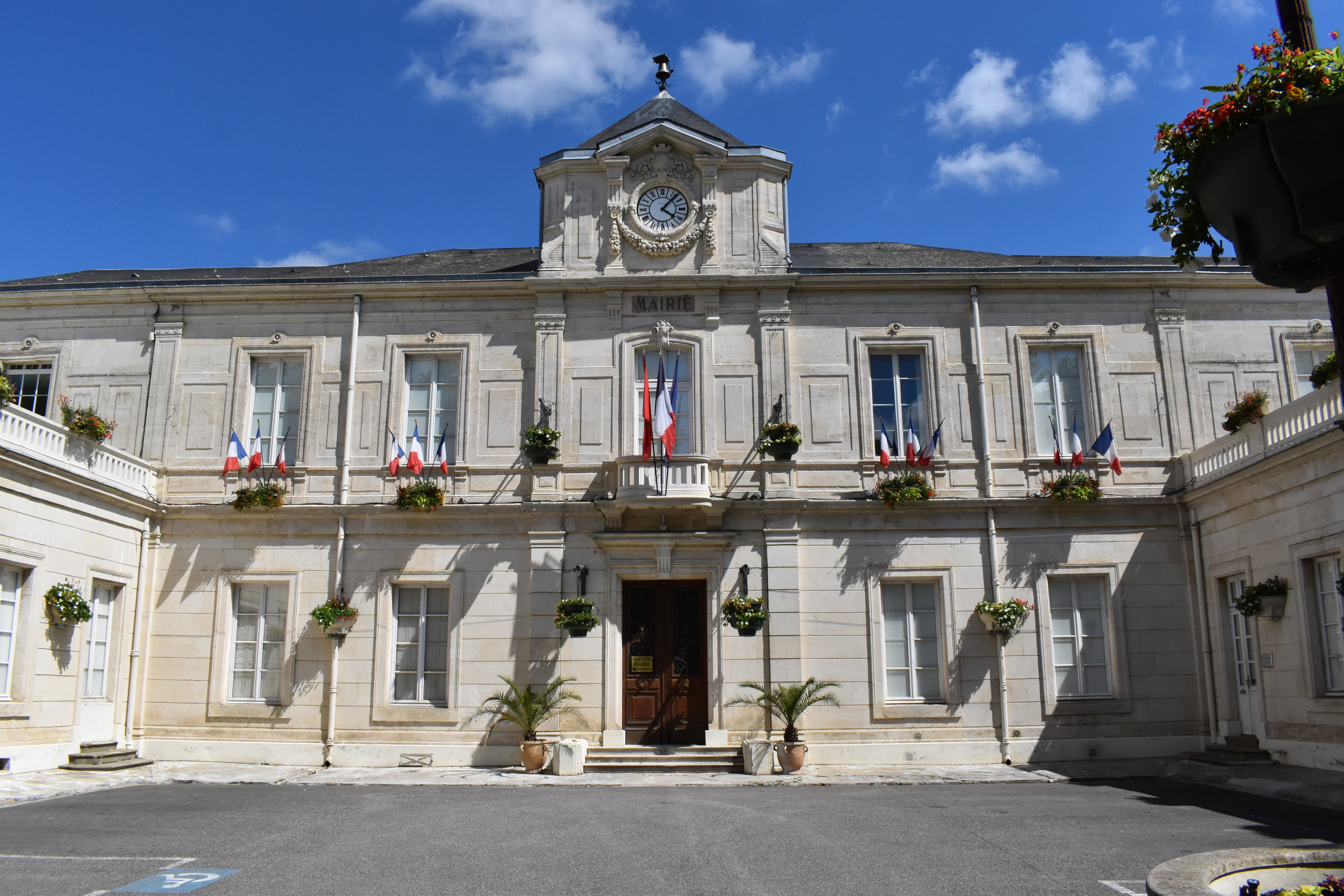
卡斯泰尔诺达里市政厅

卡斯泰尔诺达里的现任市长为帕特里克·莫加尔先生（Patrick MAUGARD），他是一名左翼无党派人士，在2020年的市政选举中获得了65.80%的支持率。
| 卡斯泰尔诺达里历届市长 | 卡斯泰尔诺达里历届市长                  | 卡斯泰尔诺达里历届市长      |
| 任期                   | 市长                                    | 党派                        |
| ---------------------- | --------------------------------------- | --------------------------- |
| 1945年－1947年         | Joseph DEGRAVE 约瑟夫·德格拉夫          | SFIO工人国际法国支部        |
| 1947年－1959年         | Gaston GAROUSTE 加斯东·加鲁斯特         | RAD激进党                   |
| 1959年－1970年         | Jean TUFFERY 让·蒂弗里                  | SFIO工人国际法国支部        |
| 1970年－1971年         | Paul PECH 保罗·佩什                     | PS社会党                    |
| 1971年－1987年         | Jean-Pierre CASSABEL 让-皮埃尔·卡萨贝尔 | RPR保衛共和聯盟             |
| 1987年－1995年         | Bernard EMBRY 贝尔纳·昂布里             | RPR保衛共和聯盟             |
| 1995年－               | Patrick MAUGARD 帕特里克·莫加尔         | PS社会党 →DVG左翼无党派人士 |

### 各级选举
| 卡斯泰尔诺达里历届投票选举结果 | 卡斯泰尔诺达里历届投票选举结果 | 卡斯泰尔诺达里历届投票选举结果 | 卡斯泰尔诺达里历届投票选举结果 | 卡斯泰尔诺达里历届投票选举结果    | 卡斯泰尔诺达里历届投票选举结果 | 卡斯泰尔诺达里历届投票选举结果 | 卡斯泰尔诺达里历届投票选举结果 | 卡斯泰尔诺达里历届投票选举结果 | 卡斯泰尔诺达里历届投票选举结果 |
| 选举项目                       | 选举范围                       | 选区单位                       | 选区单位内的选举结果           | 选区单位内的选举结果              | 选区单位内的选举结果           | 选区单位内的选举结果           | 选区单位内的选举结果           | 选区单位内的选举结果           | 参考资料                       |
| 选举项目                       | 选举范围                       | 选区单位                       | 第一轮胜出者                   | 第一轮胜出者                      | 支持率                         | 第二轮胜出者                   | 第二轮胜出者                   | 支持率                         | 参考资料                       |
| ------------------------------ | ------------------------------ | ------------------------------ | ------------------------------ | --------------------------------- | ------------------------------ | ------------------------------ | ------------------------------ | ------------------------------ | ------------------------------ |
| 2017年法國總統選舉             | 法國                           | 市镇                           |                                | 玛丽娜·勒庞                       | 24.14%                         |                                | 埃马纽埃尔·马克龙              | 60.96%                         | [ 32 ]                         |
| 2017年法国立法选举             | 奥德省第三选区                 | 市镇                           |                                | 米雷耶·罗贝尔                     | 31.08%                         |                                | 米雷耶·罗贝尔                  | 55.41%                         | [ 32 ]                         |
| 2019年欧洲议会选举             | 法國                           | 市镇                           |                                | 若尔丹·巴尔代拉                   | 26.72%                         | （不适用）                     | （不适用）                     | （不适用）                     | [ 34 ]                         |
| 2021年法国省级选举             | 奥德省                         | 县                             |                                | 埃利亚内·布吕内尔 帕特里克·莫加尔 | 70.7%                          | （无）                         | （无）                         | （无）                         | [ 35 ] [ 36 ]                  |
| 2021年法国省级选举             | 奥德省                         | 市镇                           |                                | 埃利亚内·布吕内尔 帕特里克·莫加尔 | 71.94%                         | （无）                         | （无）                         | （无）                         | [ 35 ] [ 36 ]                  |
| 2021年法国大区选举             | 奧克西塔尼大區                 | 市镇                           |                                | 卡萝尔·德尔加                     | 44.32%                         |                                | 卡萝尔·德尔加                  | 62.61%                         | [ 37 ]                         |
| 2022年法国总统选举             | 法國                           | 市镇                           |                                | 玛丽娜·勒庞                       | 25.88%                         |                                | 埃马纽埃尔·马克龙              | 50.64%                         | [ 32 ]                         |
| 2022年法国立法选举             | 奥德省第三选区                 | 市镇                           |                                | 朱利安·朗库勒                     | 25.84%                         |                                | 朱利安·朗库勒                  | 54.69%                         | [ 32 ]                         |
| 2024年欧洲议会选举             | 法國                           | 市镇                           |                                | 若尔丹·巴尔代拉                   | 35.53%                         | （不适用）                     | （不适用）                     | （不适用）                     | [ 32 ]                         |
| 2024年法国立法选举             | 奥德省第三选区                 | 市镇                           |                                | 朱利安·朗库勒                     | 41.72%                         |                                | 菲利普·安德里厄                | 50.43%                         | [ 32 ]                         |

## 人口
2021年，卡斯泰尔诺达里市镇人口数量为12,448，在法国排名第796位。其中男性6,352人，女性6,096人，75岁及以上人口占11.0%，出生于法国以外的居民人口数量为2,302人，人口密度为261人/平方公里，当地居民被称为（男性）或（女性）。2022年，卡斯泰尔诺达里境内出生87人，死亡人口172人。
| 卡斯泰尔诺达里1901年－2021年人口变化情况 |
|                                          |
| 数据来源：Cassini、INSEE                 |

## 经济

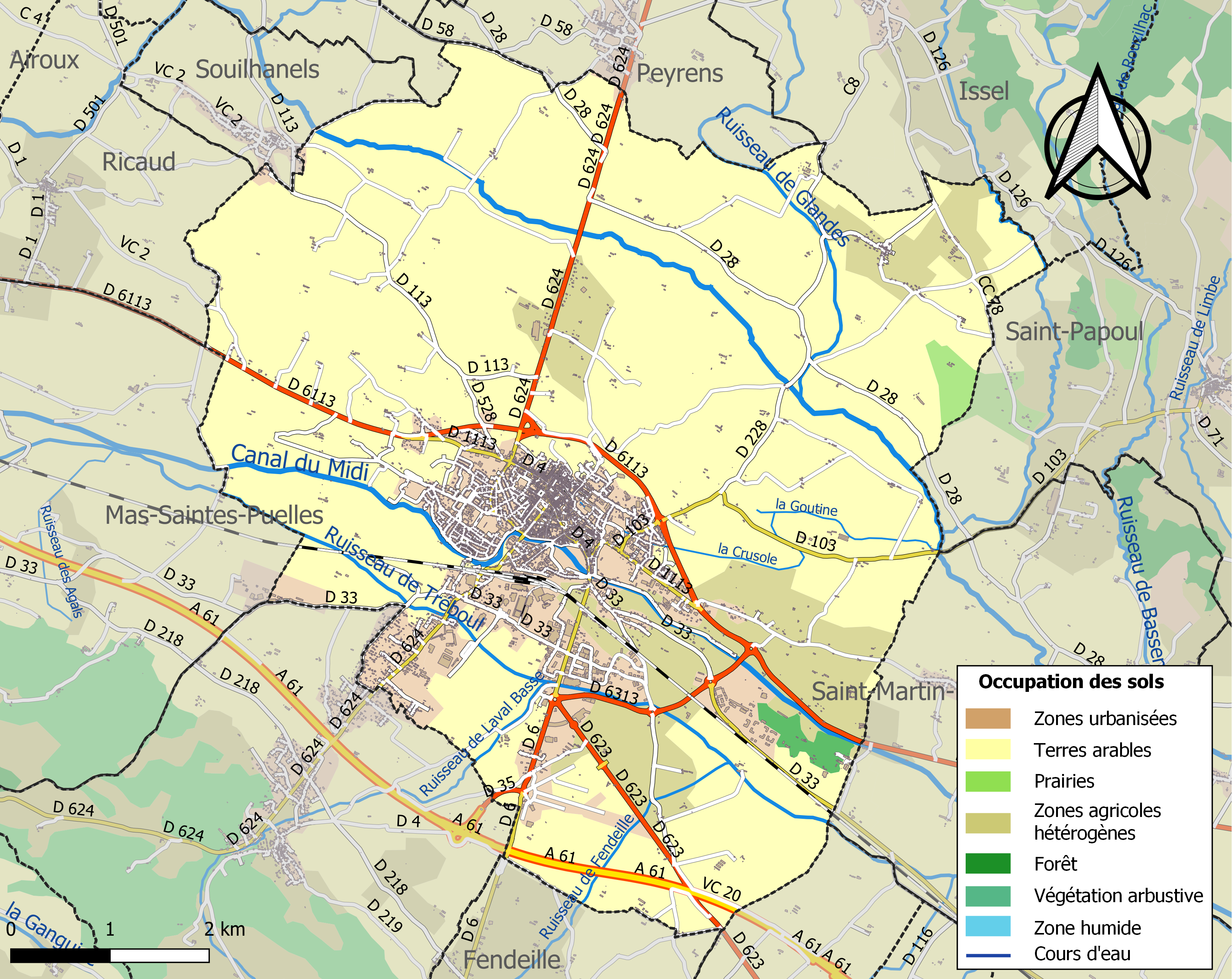
卡斯泰尔诺达里土地利用情况地图

卡斯泰尔诺达里是一个区域性的中心城市。截至2024年11月，卡斯泰尔诺达里市镇范围内共有各类用人单位（包含自雇）2,084家，平均历史为18年，其中97.12%为中小型企业（PME），2024年9月至11月间，当地的经济活力指数为0。（农副产品销售）、（大型零售）及（食品加工）是当地2022年已公布营业额最高的三个企业，分别为89,976,652欧元、40,307,615欧元和28,099,987欧元。

## 财政与居民收入
2022年，卡斯泰尔诺达里的财政收入总额为16,665,800欧元，财政支出总额为13,552,400欧元，当年的债务总额为11,470,700欧元。2022年，卡斯泰尔诺达里市镇通过增值税获得437,260欧元的收入，此外当地还共获得了975,620欧元的国家直接财政补助。
| 卡斯泰尔诺达里居民收入情况                       | 卡斯泰尔诺达里居民收入情况 | 卡斯泰尔诺达里居民收入情况 | 卡斯泰尔诺达里居民收入情况 |
| 内容                                             | 卡斯泰尔诺达里             | 法国                       | 统计年份                   |
| ------------------------------------------------ | -------------------------- | -------------------------- | -------------------------- |
| 征税家庭总数                                     | 4,936                      | 1,081（法国市镇平均）      | 2022年                     |
| 居民平均月收入                                   | 1,939欧元                  | 2,435欧元                  | 2022年                     |
| 高级职员人均月收入                               | 3,507欧元                  | 4,331欧元                  | 2021年                     |
| 中级职员人均月收入                               | 2,248欧元                  | 2,470欧元                  | 2021年                     |
| 普通职员人均月收入                               | 1,629欧元                  | 1,801欧元                  | 2021年                     |
| 贫困率                                           | 21%                        | 14.5%                      | 2020年                     |
| 青壮年（15至64岁）失业率                         | 13.1%                      | 7.4%                       | 2020年                     |
| 征税家庭数量占比                                 | 32.7%                      | 45.5%                      | 2020年                     |
| 家庭年均纳税                                     | 2,166欧元                  | 4,393欧元                  | 2022年                     |
| 资料来源：INSEE、L'Internaute、Le Journal du Net |                            |                            |                            |

## 社会事务

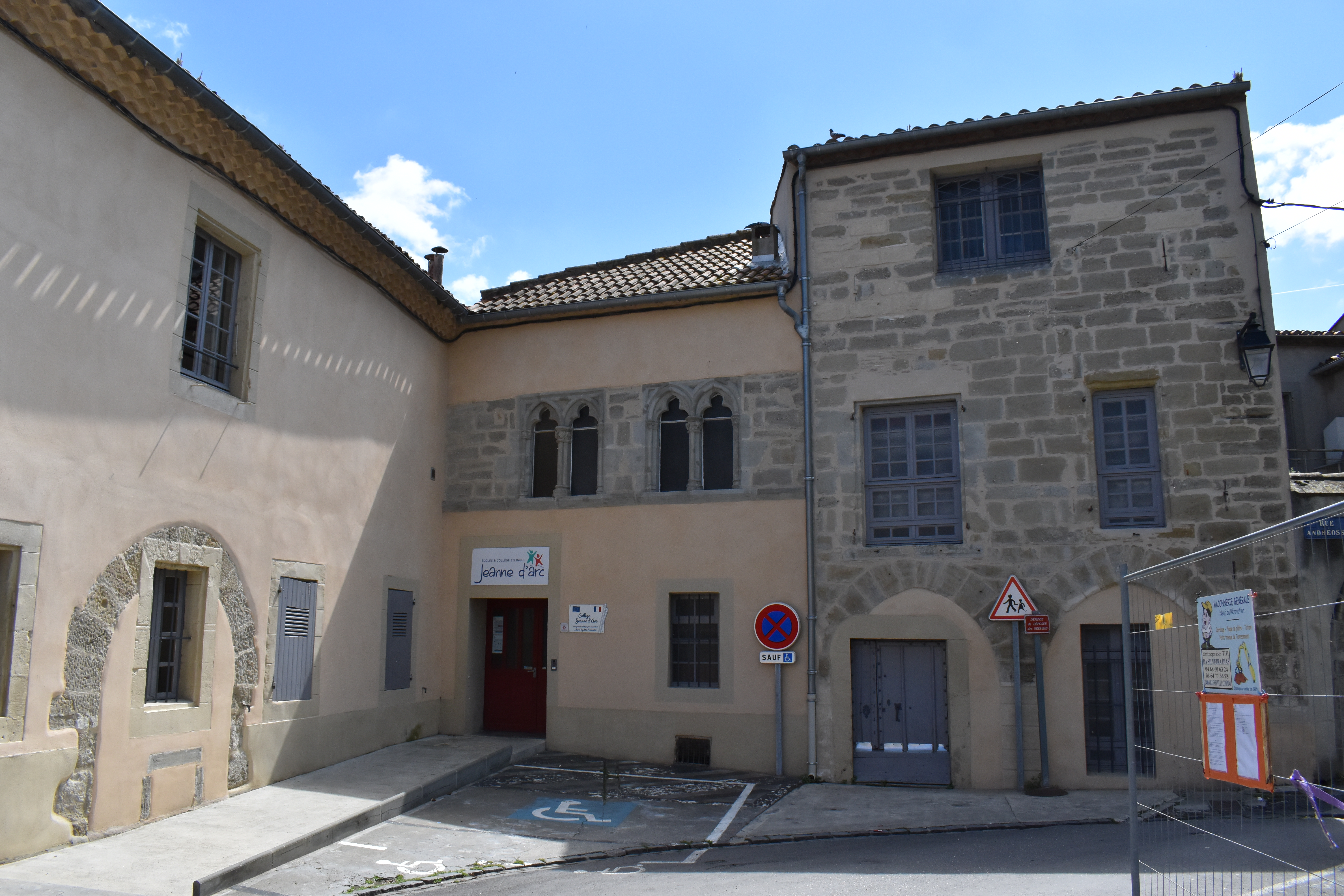
贞德初级中学

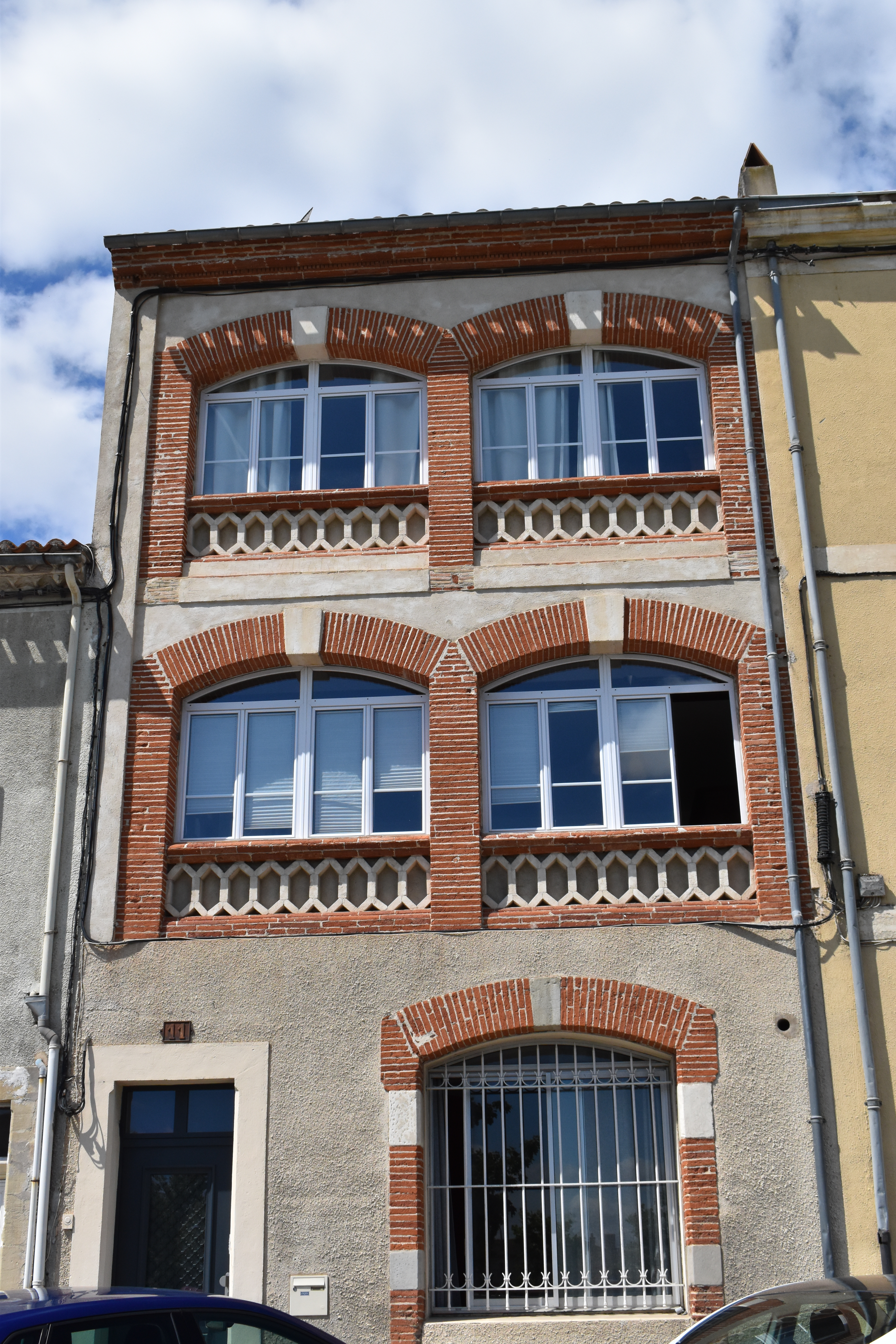
一处民居

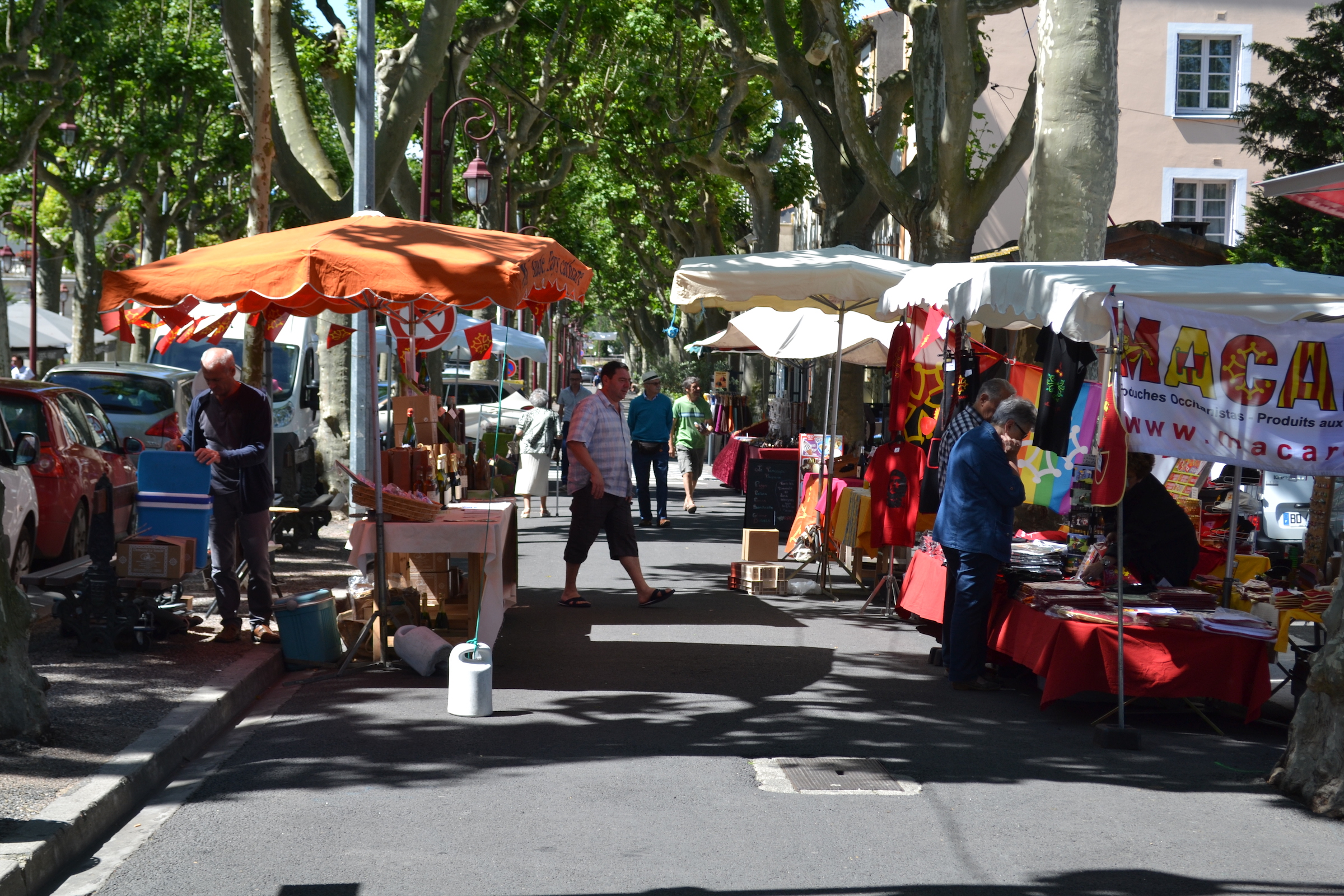
街头集市

### 教育
卡斯泰尔诺达里属于蒙彼利埃学区。截至2023年1月1日，卡斯泰尔诺达里境内共有3所幼儿园、5所小学、3所初级中学、1所普通高中和1所农业高中。2022至2023学年度，卡斯泰尔诺达里境内共有在校中等教育阶段学生2,463名。
在高等教育方面，法国国立民用航空学院在卡斯泰尔诺达里设有一个校区。

### 医疗
截至2023年1月1日，卡斯泰尔诺达里境内共有全科医生11名、保健师28名、牙医17名、护士28名、眼科医生1名、助产士4名和妇科医生2名。境内共有药房5家、养老院4家、残疾人帮扶中心1家。
卡斯泰尔诺达里中心医院是法国的一个区域性医疗机构，其全名为“卡斯泰尔诺达里让-皮埃尔·卡萨贝尔中心医院”（Centre hospitalier Jean-Pierre Cassabel），其主病区医院卡斯泰尔诺达里市区东部，该院设有床位278个。

### 住房
2021年，卡斯泰尔诺达里境内共有各类住房6,248套，其中56.5%为独立式住宅，41.6%为集中式住宅。常住房屋占卡斯泰尔诺达里市镇范围内居民建筑总量的89.1%。
在住房保障政策方面，2023年，卡斯泰尔诺达里境内共有2,920户家庭获得了家庭津贴补助，受益人数占总人口数量的23.5%，其中1,550份为房租补助。

### 商业
2021年，卡斯泰尔诺达里境内共有各类实体商铺347家，其中餐厅47家、大型超市8家、杂货店2家、面包房20家、肉铺10家、书店3家、装饰品店2家、银行门店6家、美容美发店22家、汽车维修店35家。卡斯泰尔诺达里镇中心东部建有一家E.Leclerc超市，市区西北部有一家Netto超市，此外市区南部建有“Ô Castel”商业中心，有Intermarché、Intersport、Darty、Gifi、Action、Bricomarché、Lidl等购物商场。

### 体育
2023年，卡斯泰尔诺达里境内共有3家游泳池、4间体育馆、4座综合体育场、3处网球场、3处马术场、5处足球或橄榄球场以及6处篮球或排球场。
截至2024年11月，卡斯泰尔诺达里境内共有三家注册足球俱乐部。卡斯泰尔诺达里奥林匹克俱乐部（Club Olympique de Castelnaudary，编号540546）是当地的代表性足球队，成立于1936年，其主队2024至2025赛季参加奥克西塔尼大区足球联赛乙组（法国第七级别），其主场为顾拜旦球场（Stade Pierre de Coubertin）和亨利·米约球场（Stade Henri Milhaud）。
卡斯泰尔诺达里橄榄球奥林匹克俱乐部（Rugby Olympique Castelnaudary，编号540546）是当地的一个橄榄球俱乐部，成立于1936年，其主队2024至2025赛季参加法国全国橄榄球甲组联赛（法国第五级别），其主场为顾拜旦球场（Stade Pierre de Coubertin）。

### 环境
卡斯泰尔诺达里的环境事务由其所属的卡斯泰尔诺达里市镇公共社区联合各级政府协调负责。2021年，卡斯泰尔诺达里境内共有5家污染企业。

### 治安
2021年，卡斯泰尔诺达里市镇范围内共有1处宪兵队。
2023年，卡斯泰尔诺达里市镇范围内累计记录各类案件616起，其中盗窃类案件226起，人身侵犯类案件199起，毒品交易类案件48起。

## 文化
2023年，卡斯泰尔诺达里境内共有1家剧场、1家电影院和1家博物馆。卡斯泰尔诺达里境内建有市政多媒体中心（Médiathèque Georges Canguilhem Castelnaudary），每周二至六向公众开放。

### 建筑
卡斯泰尔诺达里境内有多处历史建筑，其中圣米歇尔大教堂、卡斯泰尔诺达里城堡、戈济楼等为法国国家文物保护单位，加尔默罗会讲堂等则是当地的地标性建筑物。

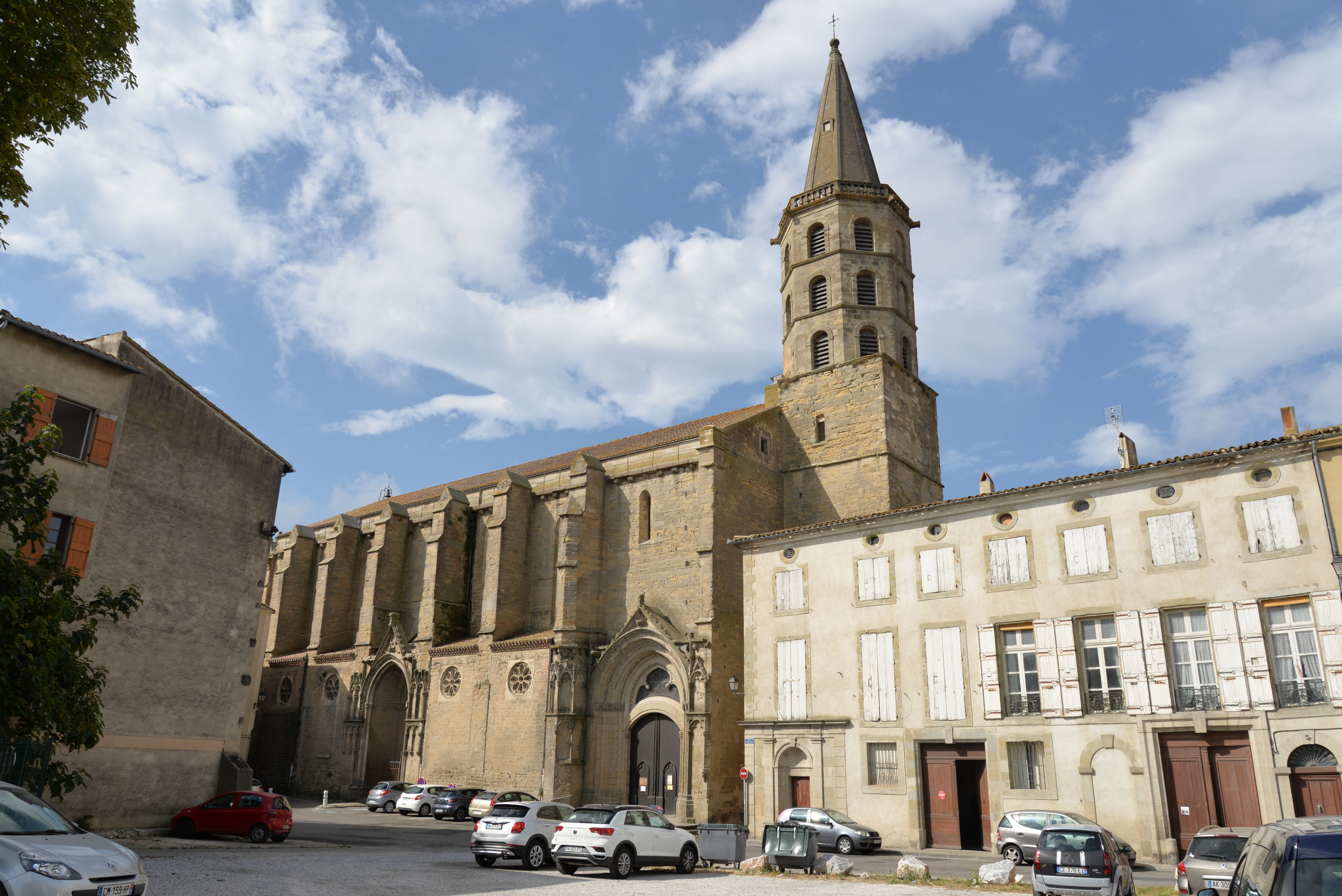
圣米歇尔大教堂（法语：Collégiale Saint-Michel de Castelnaudary）
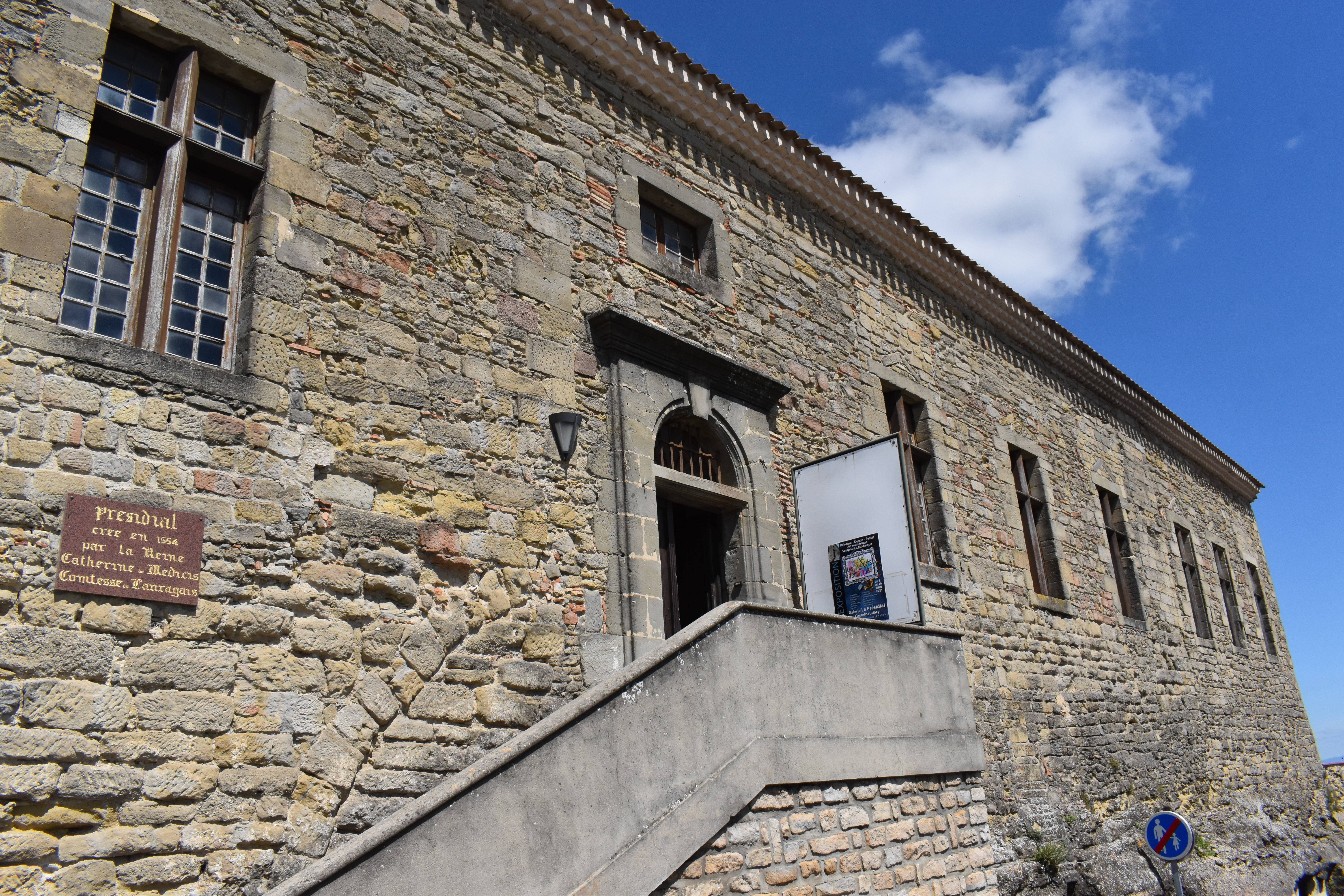
卡斯泰尔诺达里城堡（法语：Château de Castelnaudary）
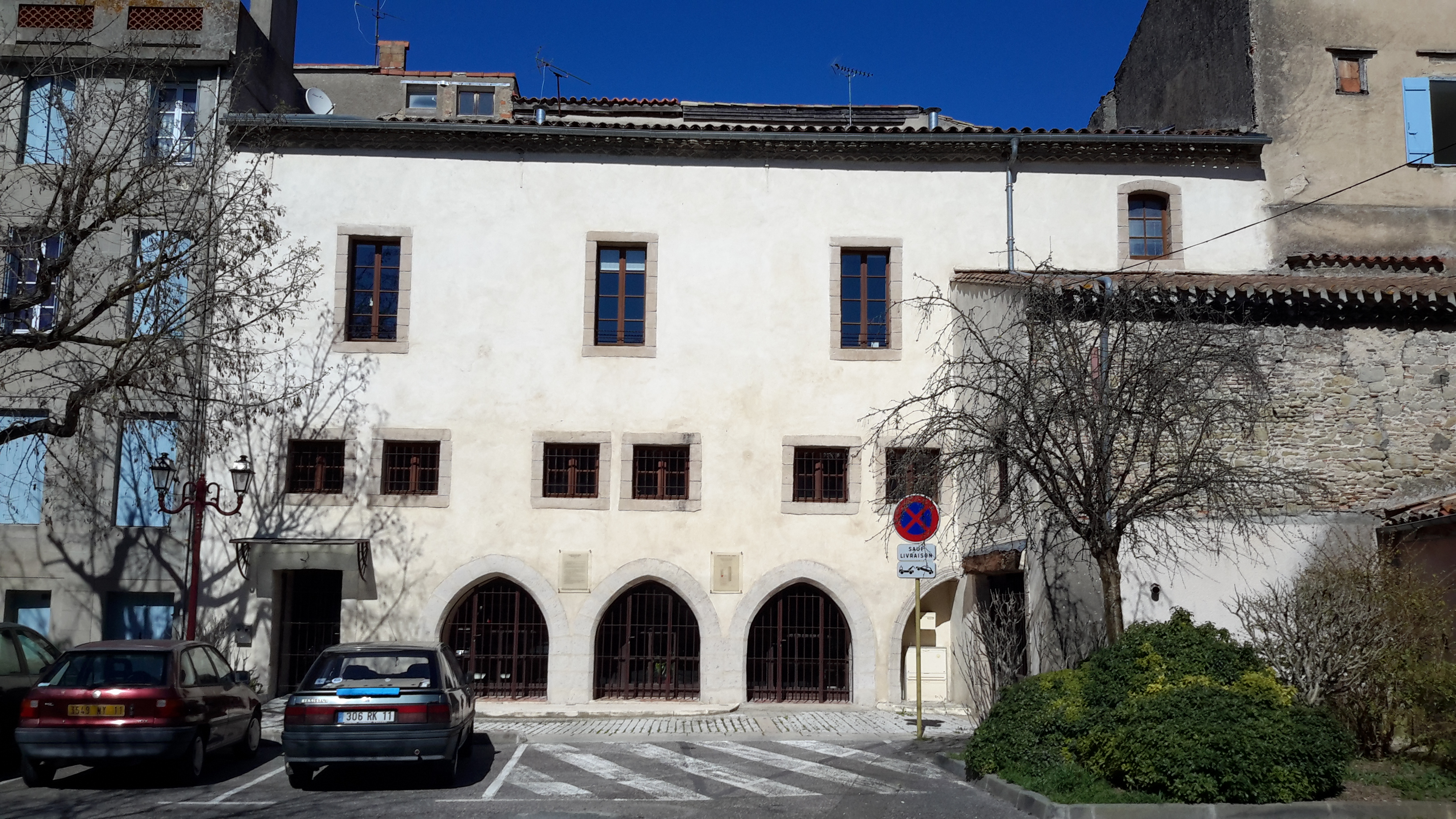
加尔默罗会教堂（法语：Couvent des Carmes de Castelnaudary）
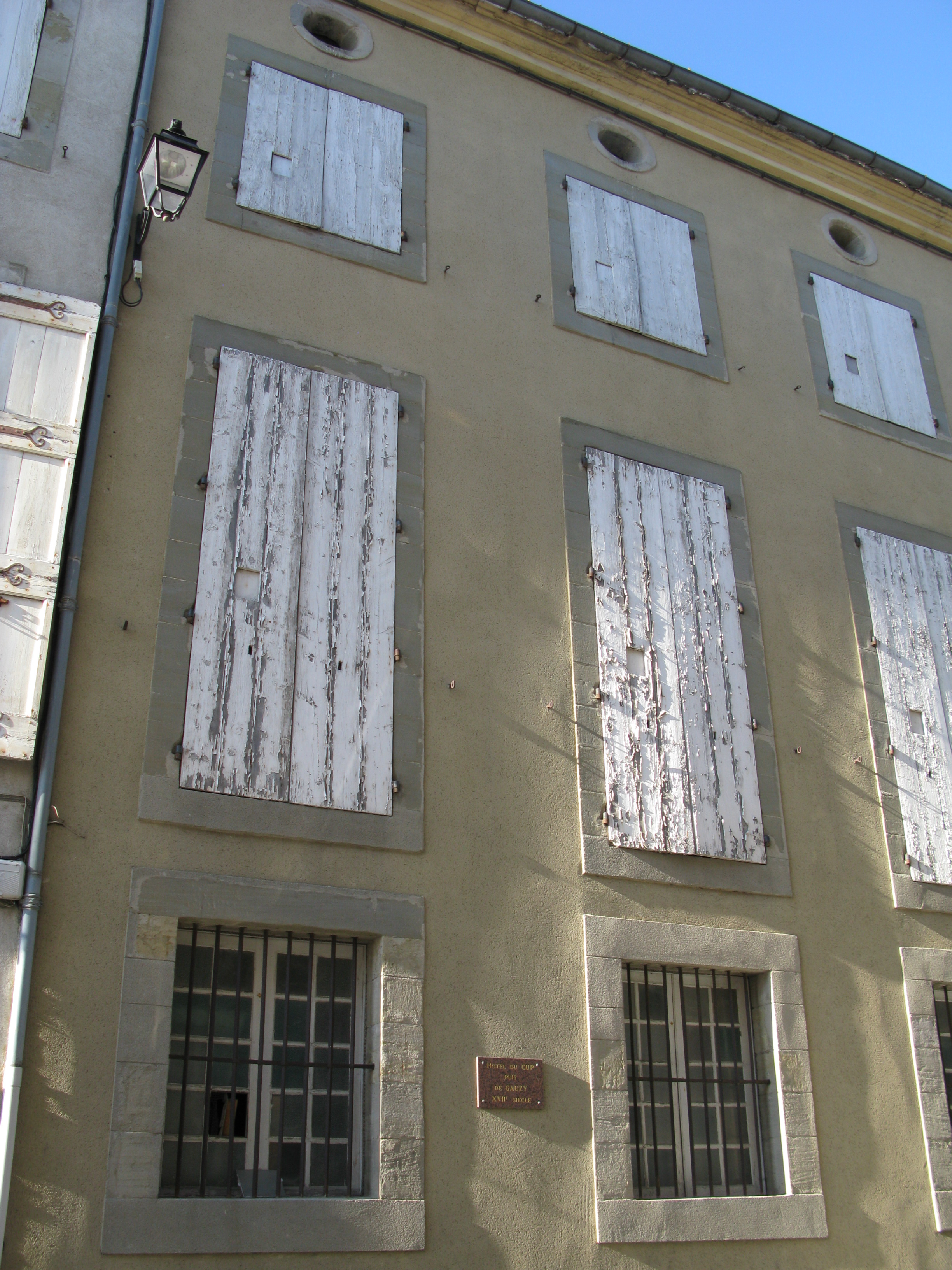
戈济楼（法语：Hôtel de Gauzy）
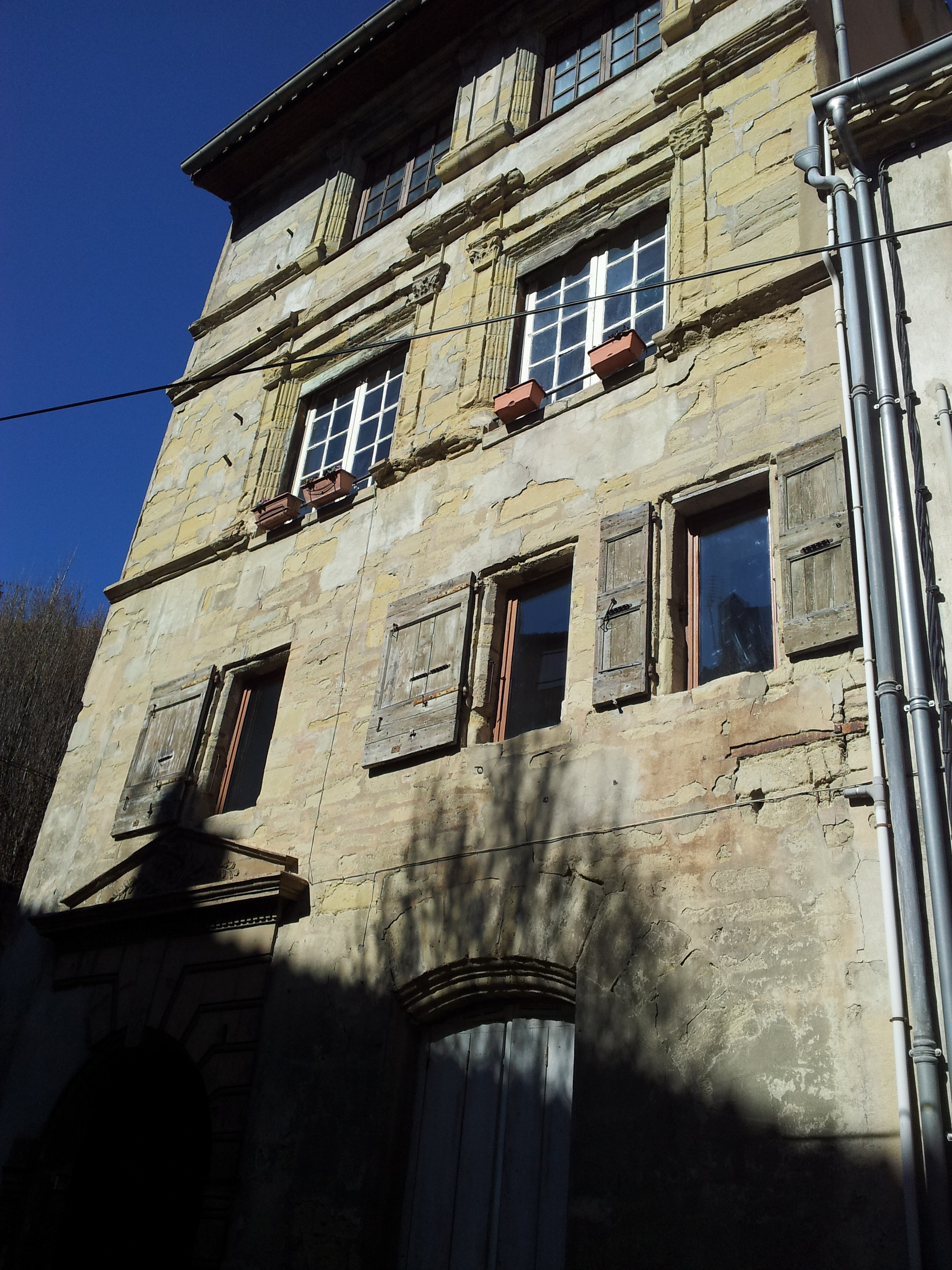
里戈楼（法语：Maison Rigaud）
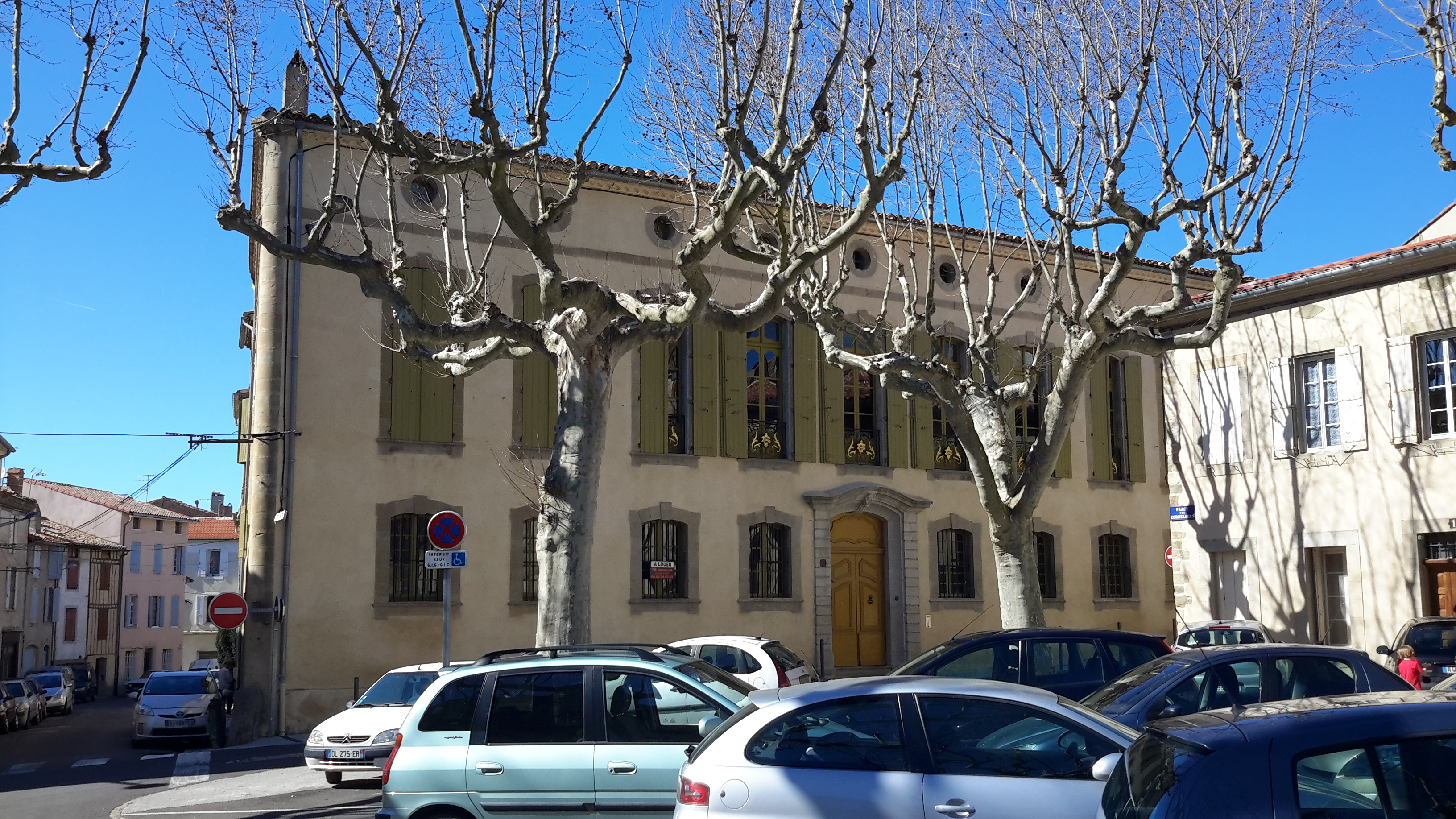
巴塔耶大厦
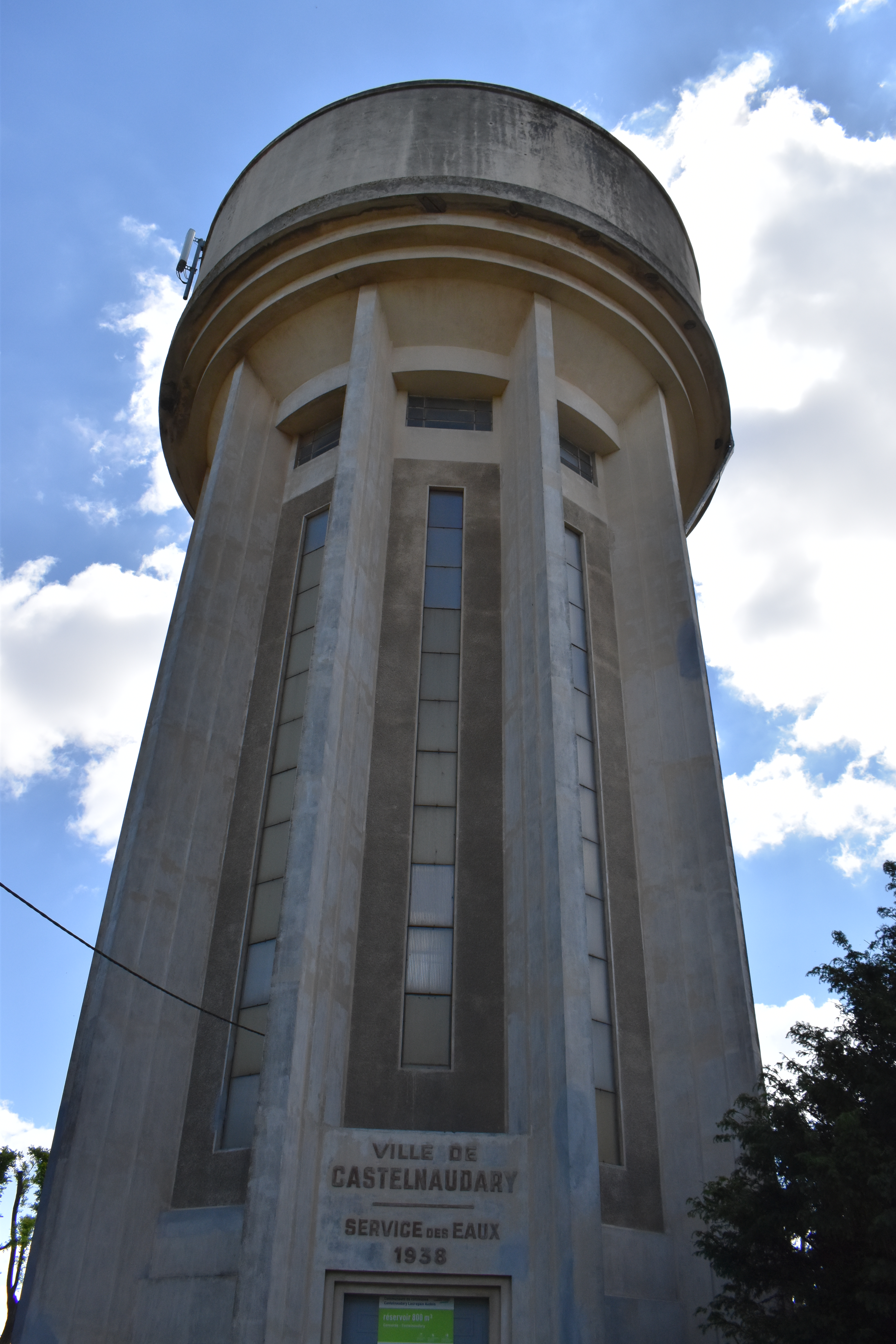
水塔

### 美食

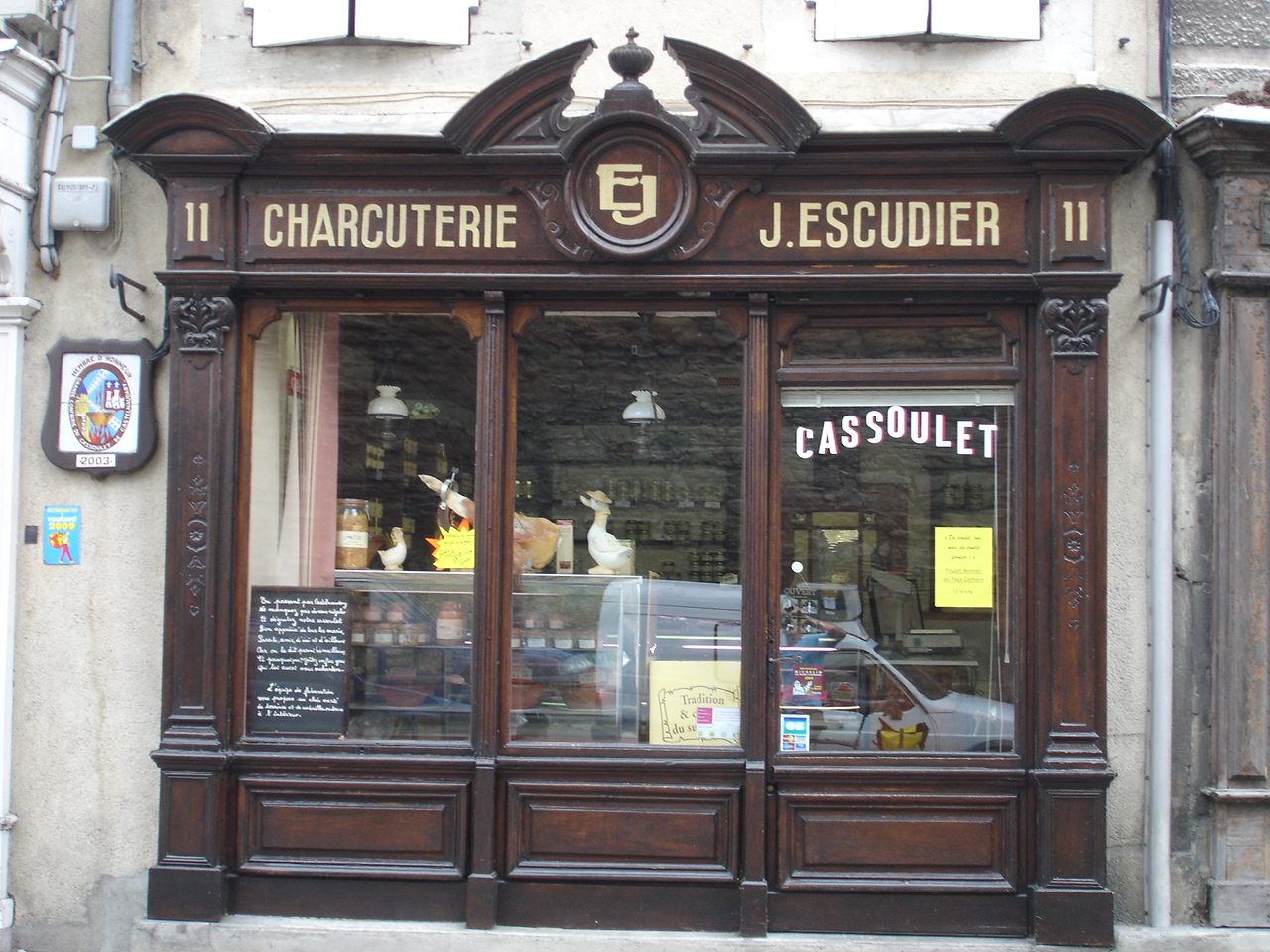
卡斯泰尔诺达里街头的一家卡酥来砂锅店

卡斯泰尔诺达里因卡酥來砂鍋而闻名，被认为是“世界卡酥来砂锅之都”（Capitale mondiale du Cassoulet）。

### 旅游
卡斯泰尔诺达里的旅游事务由其所属的卡斯泰尔诺达里市镇公共社区联合各级政府协调负责。2024年，卡斯泰尔诺达里境内共有7家酒店共计253间房间；另有1个露营地，可容纳共36辆露营车。

### 媒体
法国主要的媒体均可在卡斯泰尔诺达里接收，法国电视三台下属的奥克西塔尼大区频道在部分时段播出卡斯泰尔诺达里所在奥德省的地方新闻。蓝色法兰西奥克西塔尼广播、ViàOccitanie电视台、《南部追寻报》等是当地主要的地方性媒体。

## 相关人物
法国水文学家安托万·弗朗索瓦·安德烈奥西、文学家亚历山大·苏梅、儿科学家安托万·马尔方、哲学家康吉莱姆出生于卡斯泰尔诺达里。

## 友好城市
截至2024年11月，卡斯泰尔诺达里共与一座城市建立了友好城市关系：
- 義大利 马拉迪